# Wanda Krahelska
Wanda Krahelska-Filipowicz, née le 15 décembre 1886 à Sawejki (Empire Russe, Biélorussie actuelle), morte le 5 février 1968 à Varsovie), nom de code Alinka ou Alicja, est une figure de premier plan de la résistance polonaise pendant la Seconde Guerre mondiale. 
Militante du parti socialiste polonais (Polska Partia Socjalistyczna, PPS), membre de l'organisation de combat du parti socialiste polonais (en) et démocrate dévouée, elle est la rédactrice en chef du magazine d'art Arkady. Épouse d'un ancien ambassadeur à Washington, elle utilise ses contacts avec la direction militaire et politique de l'État polonais clandestin pour les sensibiliser au sort de la population juive.

## Biographie
Elle est la fille d'Aleksander Dominik, propriétaire d'un domaine à Mazurki (Biélorussie actuelle), et de Jadwiga, née Jerzkowicz. Son père et son oncle Jan participent à l'Insurrection polonaise de 1861-1864 et sont pour cela condamnés à cinq ans d'exil en Sibérie orientale. 
Elle a trois frères et sœurs: Jadwiga, Maria et Jan (pl). Avec sa sœur Maria, elle poursuit ses études à Varsovie. En 1904, elle fréquente régulièrement l'école des Beaux-Arts à Varsovie, et se fiance à Mieczysław Rouba, membre de l'organisation de combat du parti socialiste polonais (en). Bien qu'étant la fille d'un riche propriétaire terrien, c'est dans cet environnement qu'elle adhère à la cause socialiste et rejoint le Parti socialiste polonais (PPS).
Quelques jours avant leur mariage, son fiancé est arrêté par les autorités tsaristes. En dépit de la torture qu'il subit, il ne trahi pas ses camarades. Faute de preuves, il est finalement libéré. Mais craignant d'être poursuivi, il quitte la Pologne. Il se suicide le 13 mars 1906 après avoir sombré dans la dépression.

## Tentative d'assassinat de Georgi Skalon
En juillet, Wanda rejoint elle-même l'organisation de combat du PPS et demande à participer aux attaques contre les autorités tsaristes. Le 8 août la police procède à des arrestations. Wanda s'échappe de peu. Le 18 août 1906, à l'âge de vingt ans, elle prend part à une tentative d'assassinat sur le gouverneur général de Pologne (en) à Varsovie, Georgi Skalon (en). Sur les trois bombes qu'elle lance, deux n'explosent pas. La troisième blesse légèrement trois personnes dans l'entourage du gouverneur. 
Dans la confusion, elle parvient à s'enfuir et se cache dans l'appartement de son oncle à Varsovie. Après être passée par Kiev, Brody et Lviv, elle se réfugie finalement à Cracovie, dans la partie de la Pologne occupée par l'Autriche. Elle est cependant rapidement identifiée.

## L'exil
Le 27 juin 1907, pour échapper à l'extradition, Wanda épouse le peintre Adam Dobrodzicki et obtient la nationalité autrichienne. L'Autriche refuse alors de l'extrader vers la Russie. L'affaire suscite un grand débat dans la presse et provoque une crise politique et juridique. Elle est finalement arrêtée le 20 septembre 1907, dans son appartement à Cracovie.
Sous la pression de l'opinion publique et l'intervention des députés du parlement autrichien Stanisław Głąbiński (pl), Jan Stapiński (pl) et Herman Lieberman (pl), la Cour décide de l'assigner à résidence au domicile de son mari à Wadowice où se déroulera le procès. Le 17 décembre 1907 Wanda est transportée de Vienne à Wadowice, accompagnée de deux agents de police. À la gare une foule de résidents et d'étudiants l'attend. La défense est confiée à un avocat bien connu et membre du Parlement, le docteur Stanisław Łazarski (pl). 
Le procès a lieu le 17 au 18 février 1908. Bien qu'elle ait tout avoué, elle est acquittée à l'unanimité du jury et libérée immédiatement, le 16 février 1908. L'annonce du verdict donne lieu à une manifestation patriotique spontanée.
En 1908, Wanda Krahelska épouse Titus Filipowicz (en), un militant du PPS. Dans la période 1909-1910, elle étudie à l'histoire de l'art à université Jagellonne de Cracovie. En elle se rend à Florence en 1911 et étudie à l'Académie des Beaux-Arts. Le 30 mai 1913, elle devient la marraine de Monika Żeromska (pl), fille de l'écrivain polonais Stefan Żeromski. Plus tard, elle déménage en Suisse et donne naissance à un fils, prénommé Michał, en octobre 1914.

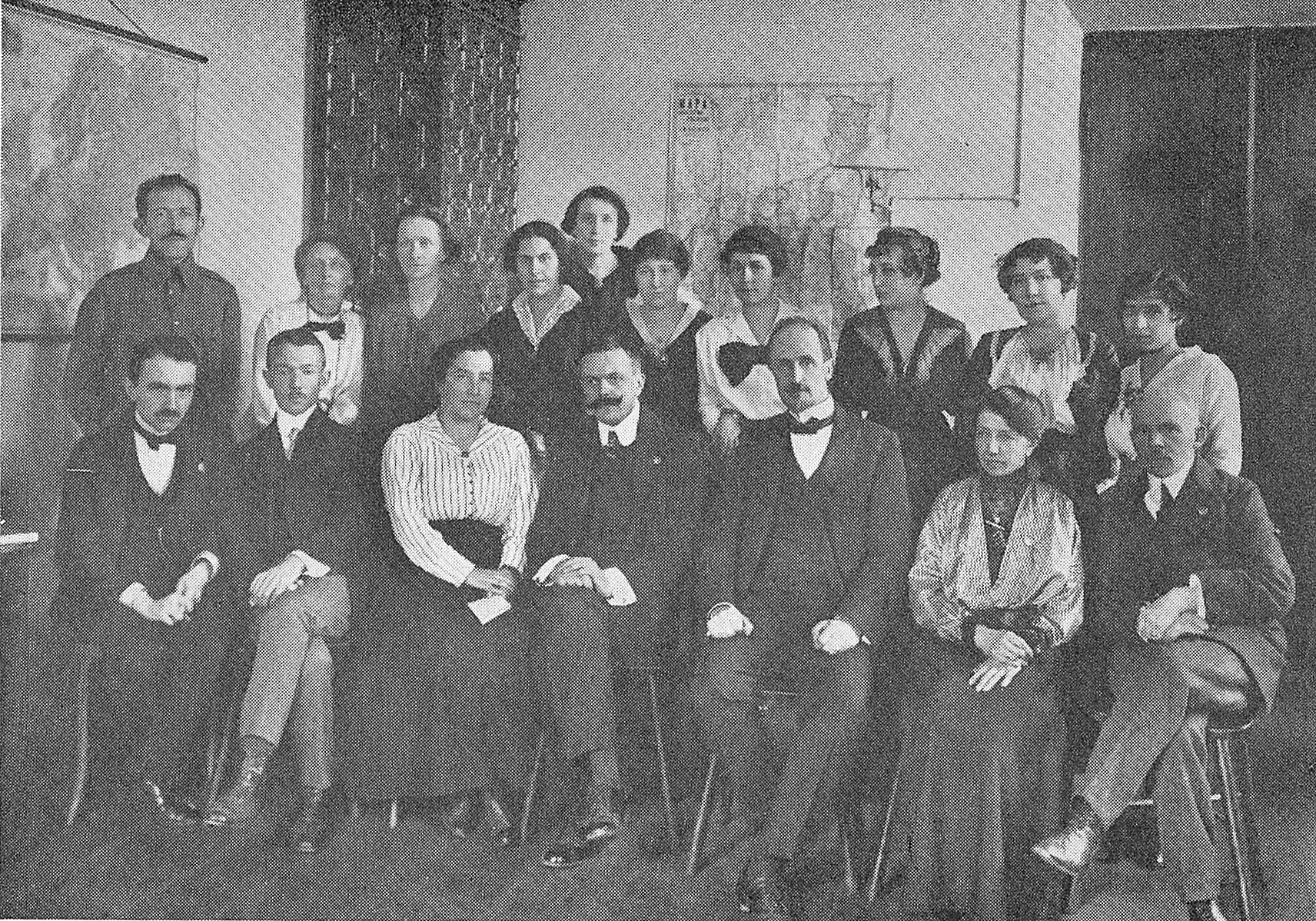
Wanda Krahelska (3e debout à gauche) parmi les membres du secrétariat du Comité suprême national à Cracovie dans les années 1915-1916.

En 1915, elle rentre à Cracovie et travaille au bureau de presse du Comité suprême national et participe aux activités de PPS où elle est remarquée par le secrétaire général Michał Sokolnicki qui vante ses mérites. Lorsque celui-ci démissionne à la suite d'un différend avec les conservateurs, Wanda démissionne également. 
Quand en avril 1920 son mari est arrêté par les Bolcheviks en tant que président d'une mission spéciale pour le Caucase du Sud, elle mène une campagne pour obtenir sa libération, impliquant le vice-premier ministre Ignacy Daszyński et le maréchal Józef Piłsudski. Elle télégraphie également à Lénine et obtient une entrevue. Filipowicz est libéré au printemps 1921, après les accords de paix de Riga.

## En Pologne indépendante
De 1921 à 1932, elle accompagne son mari en missions diplomatiques en Finlande, Belgique et aux États-Unis. Ils divorcent en 1932, elle commence alors à travailler à l'Agence télégraphique polonaise (en). Dans les années 1935-1939, elle devient rédactrice en chef de la revue artistique Arkady.
En 1939, en collaboration avec Tadeusz Kotarbiński, Józef Czapski, Jerzy Andrzejewski, Zofia Nałkowska, Adolf Rudnicki, Karol Irzykowski et Maria Kuncewiczowa, elle fait partie d'un petit groupe de donateurs qui soutiennent les réfugiés juifs d'Allemagne. 

## La Seconde Guerre mondiale
Pendant l'occupation allemande, elle cache dans son appartement Felicja, la veuve de l'historien juif Szymon Askenazy. Elle prend soin d'elle jusqu'à sa mort en 1941. 
Avec Zofia Kossak-Szczucka, elle fonde en décembre 1942 l'organisation clandestine, le Comité provisoire d'aide aux Juifs renommé par la suite Żegota. Elle aide personnellement la famille Rosenberg de Łodz et un médecin de Lipce qui s’est échappé de l’Umschlagplatz du ghetto de Varsovie.

## Le régime communiste
Du 16 avril 1945 à mai 1947, elle travaille au ministère de la Propagande Bureau de reconstruction de la capitale (pl). En octobre 1945, avec Wanda Moszczeńska (pl), elle fonde le magazine Skarpa Warszawska (pl), une publication consacrée à la reconstruction de la capitale, à la ville et l'homme.
Le 19 mai 1947, elle rejoint le Conseil Central des Beaux-Arts et des expositions au ministère de la Culture et des Arts. À partir du 1er avril 1950 elle devient le chef du département de la créativité artistique du ministère. En 1956, en collaboration avec Wanda Telakowska (pl), elle fonde et devient rédactrice en chef du magazine Projekt. 
Elle prend sa retraite en 1965 et décède en 5 février 1968. Elle est inhumée au cimetière Cimetière de Służewie przy, rue Renety (pl) dans l'arrondissement Ursynów à Varsovie.

## Les honneurs
En septembre 1931, Wanda Krahelska se voit décerner la croix et médaille de l'indépendance avec épées, et en 1967, la médaille des Justes parmi les nations.

## La famille
Wanda Krahelska est la sœur de Jan Krahelski (pl) (1884-1960), ingénieur, et voïvode de Polésie de 1926 à 1932, et Maria Tołwiński (1882-1951), docteur en sciences naturelles, et employée des universités de Cracovie, Copenhague et Vilnius au début des années 1920, attaché culturel à l'ambassade de Pologne à Helsinki, célèbre traductrice (elle a notamment traduit en polonais des chants du Kalevala l'épopée nationale finlandaise). 
Avec Titus Filipowicz, Wanda a un fils, Michał (1914-1978), qui combat dans l'Armée de l'air polonaise au Royaume-Uni (en) pendant la Seconde Guerre mondiale.
Sa nièce (fille de Jan) Krystyna Krahelska, qui vit avec elle depuis 1932, rencontre le célèbre sculpteur Ludwika Nitschowa (pl) qui la fera poser pour réaliser sa fameuse Sirène de Varsovie. Pendant l'occupation allemande, elle fait partie de la résistance.